# Ovidiu Foisor
Ovidiu Foisor (6 april 1959) is een Roemeense schaker. Hij is sinds 1982 een internationaal meester (IM). In 1982 was hij kampioen van Roemenië. 

## Resultaten in schaakteams
In 1982 en 1988 nam hij met het Roemeense team deel aan de Schaakolympiade.
In 1979, 1982, 1983, 1986, 1988 en 1992 was hij onderdeel van het Roemeense team bij deelname aan de Schaak-Balkaniade.

## Familie
Hij was gehuwd met de in 2017 overleden WGM Cristina Adela Foișor. 
Hun dochter Sabina-Francesca Foisor, geboren in 1989, is een WGM, sinds 2008 uitkomend voor de VS. Zij won in 2017 het vrouwenkampioenschap van de VS. 